# Nadia Pizzuti
Pour les articles homonymes, voir Pizzuti.
Nadia Pizzuti, née le 25 janvier 1957 à Rome, est une journaliste, écrivaine, réalisatrice, militante féministe franco-italienne.

## Biographie
Nadia Pizzuti est née à Rome d'un père italien et d'un mère française. Elle étudie les sciences politiques à Bologne et le cinéma à Paris.
De 1991 à 2011, elle est journaliste de presse internationale à l'agence ANSA à Téhéran. Elle écrit deux livres sur cette expérience. Le premier s'inspire du conte des Mille et une nuit. Le deuxième, Il giardino di Shahrzad est publié en français et en espagnol, en 2009,.
En 1997, elle demande l'accréditation à la Fédération iranienne de football pour assister à un match de sélection pour la coupe du monde de football. Elle fait la même demande au ministère de la Culture. Les réponses sont négatives. Le 22 novembre, elle se présente à l'entrée du stade en prétendant avoir l'autorisation du ministère. La sécurité finit par la laisser entrer. Elle rejoint la salle de presse. Vingt ans après, en 2018, les épouses des joueurs sont autorisées à assister aux matchs de football.
En 2011, elle réalise une exposition intitulée Cinepioniere, da Alice Guy a Dorothy Arzner à la Maison internationale des femmes à Rome.
En 2012, elle réalise le documentaire Amica Nostra Angela, dédié à la philosophe féministe napolitaine Angela Putino.
En 2015, elle réalise le documentaire Lina Mangiacapre, artista del femminismo. Lina Mangiacapre est une figure marquante du féminisme  napolitain.
En 2021, elle réalise un documentaire sur Alba Meloni. Il s'agit de l'ancienne propriétaire de l'immeuble dans lequel Nadia Pizzuti vit à Rome. Elle avait rejoint la résistance pendant la seconde guerre mondiale sous le nom de Stella.
En 2024, elle publie l'ouvrage Iran la lunga marcia delle donne, sur la lutte des femmes en Iran.

## Publications
- (it) Mille e un giorno con gli ayatollah, Datanews, 2002
- Vida, Le jardin de Shahrzad, Paris, KTM, 2009, 159 p. (ISBN 978-2-913066-41-0)
- (it) Iran la lunga marcia delle donne, All Around, 2024, 192 p. (ISBN 9791259991621)

## Réalisations
- Amica Nostra Angela, 40 min, 2012
- Lina Mangiacapre, artista del femminismo, 42 min, 2015
- Alba Meloni, stella mi stanzi, 47 min, 2021